# 斯圖普尼察河
49°46′50″N 22°28′57″E / 49.78056°N 22.48250°E

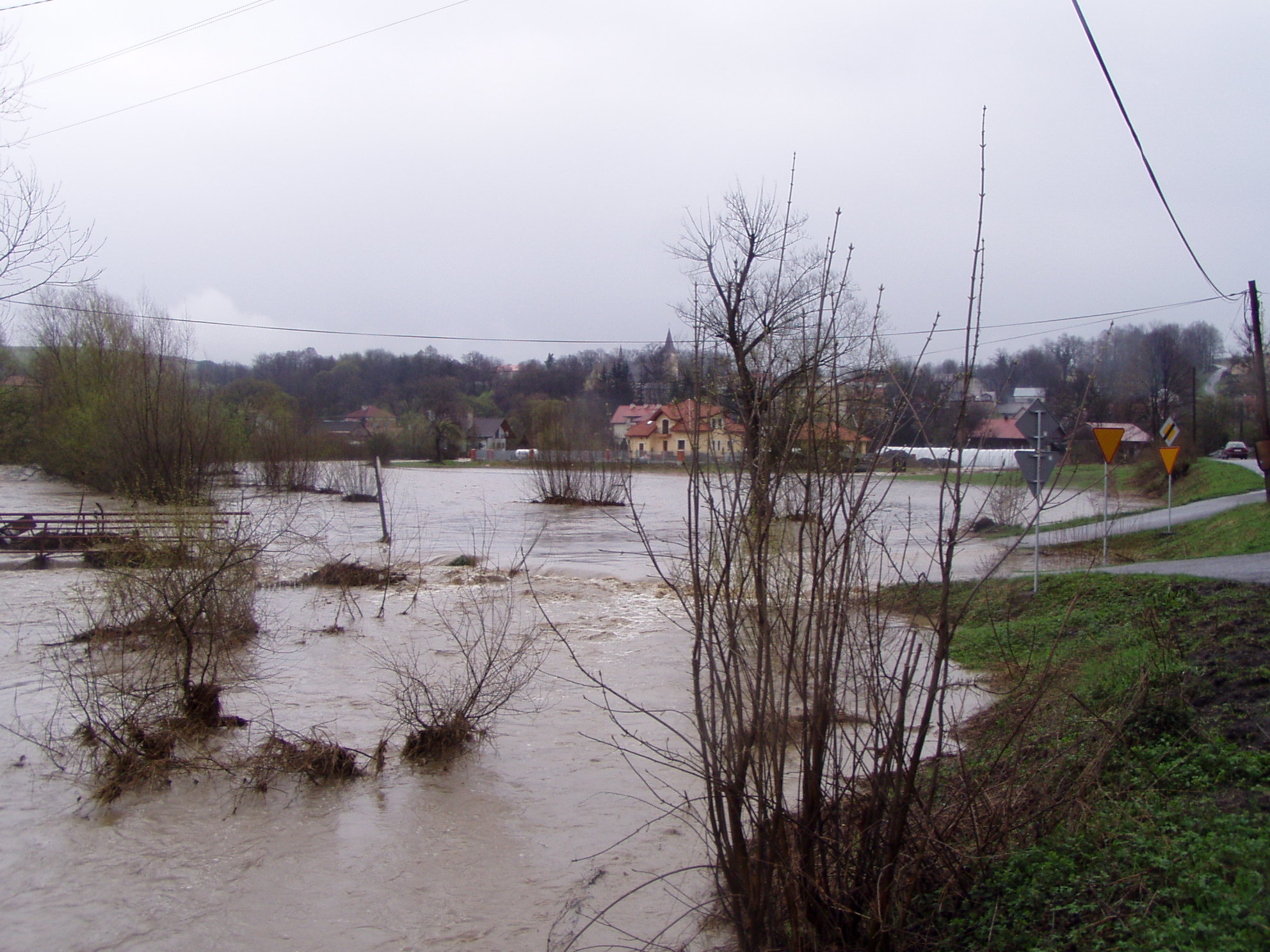

斯圖普尼察河是波蘭的河流，位於該國南部，處於喀爾巴阡山省，該河流屬於桑河的右支流，河道全長29公里，流域面積179平方公里。